# (2749) Walterhorn
(2749) Walterhorn – planetoida z grupy pasa głównego asteroid okrążająca Słońce w ciągu 5 lat i 243 dni w średniej odległości 3,18 j.a. Została odkryta 11 października 1937 roku w Landessternwarte Heidelberg-Königstuhl w Heidelbergu przez Karla Reinmutha. Nazwa planetoidy pochodzi od Waltera Horna, założyciela publicznego, amatorskiego obserwatorium astronomicznego w Solingen. Przed nadaniem nazwy planetoida nosiła oznaczenie tymczasowe (2749) 1937 TD.